# Nymorisk stil

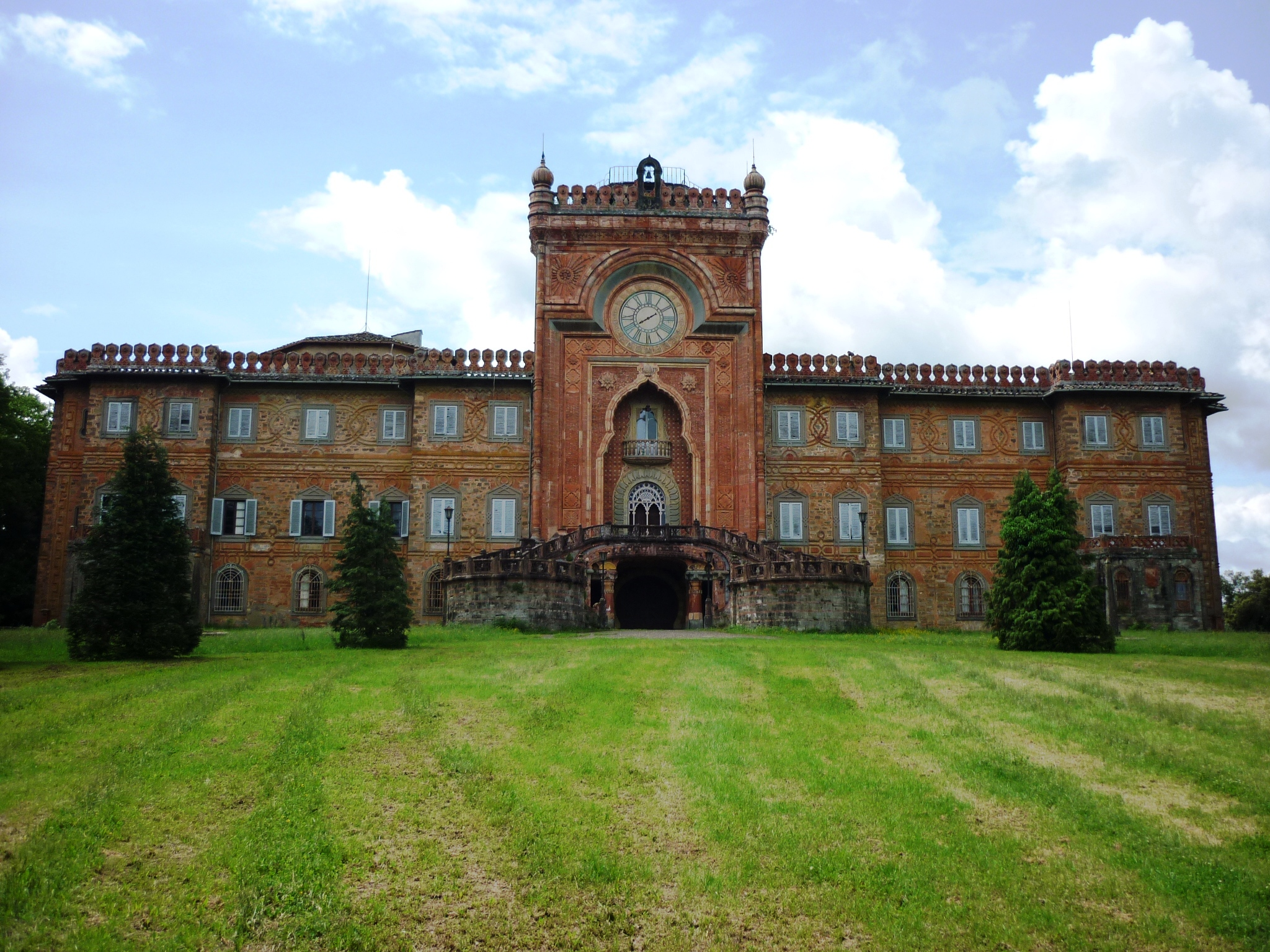
Castello di Sammezzano, 1853–1889.

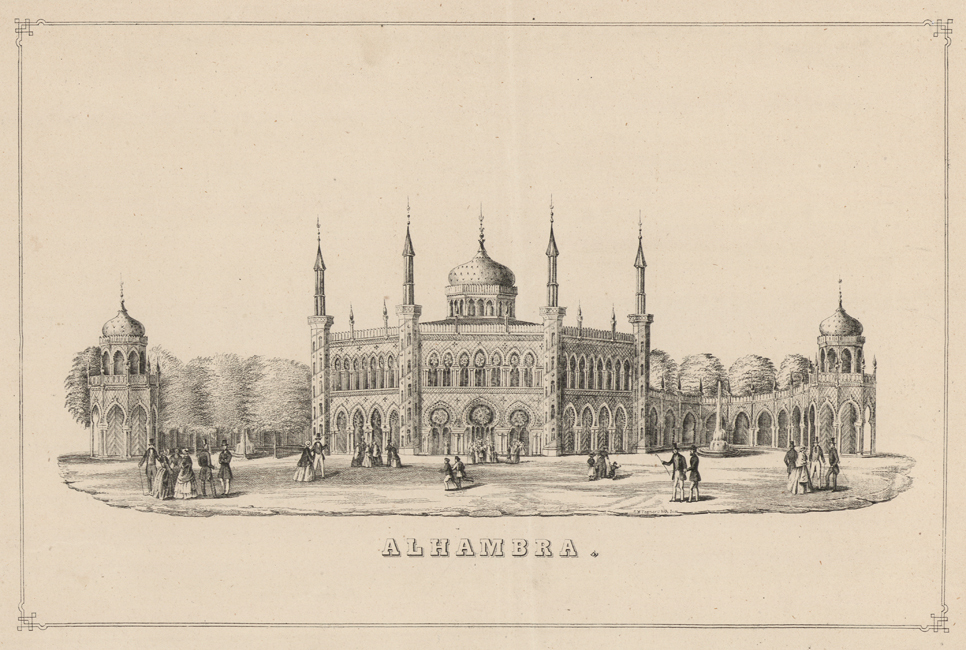
Nöjesparken Alhambra i Frederiksberg i Danmark, invigd 1857.

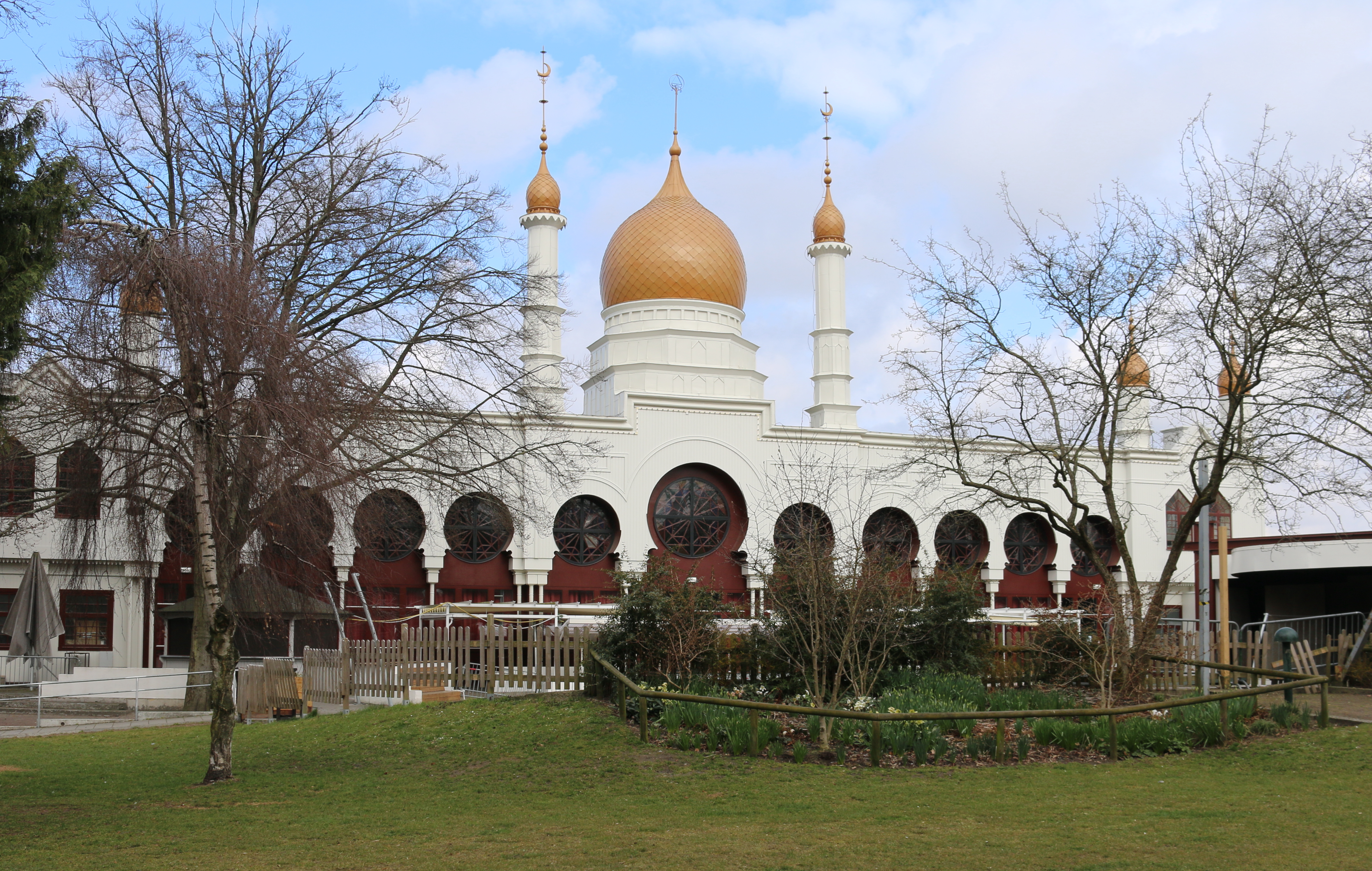
Moriska paviljongen i Malmö Folkets Park, 1903.

Nymorisk stil är en av de historiserande byggnadsstilar som var populära i länder i Europa och Nordamerika under andra hälften av 1880-talet och in på 1900-talet.

## Morisk arkitektur
Huvudartikel: Morisk arkitektur
Inspirationskällan till 1800-talets moriska stil är den moriska arkitektur, som utvecklades i Nordafrika och Al-Andalus, de delar av den iberiska halvön där morerna härskade mellan 711 och 1492. Av kända överlevande byggnader på den iberiska halvön märks moskén i Córdoba, palatsen i Alhambra i Granada, Giralda i Sevilla, slottsruinerna i Medina Azahara, den tidigare San Cristo de la Luz-moslén i Toledo, Aljaferíapalatset i Zaragoza samt baden i Ronda och Alhama de Granada
Karaktäristiska element i morisk arkitektur är bland andra stalaktitornament, hästskoformade valvbågar, kilstenar, kupoler, krenelerade valvbågar, spetsbågevalv, kölbågevalv, innegårdar och sådana flerfärgade glacerade fajansplattor, som kallas azulejos.

## Nymorisk stil
Markisen Ferdinand Panciatichi Ximenes d'Aragona (1813–1897) lät 1853–1889 bygga om 1600-talsslottet Castello di Sammezzano i Ragello i Toscana i Italien, till en av Europas största byggnader i nymorisk stil.
Vid mitten av 1800-talet blev stilen populär inom den judiska befolkningen i Centraleuropa. Där associerades morisk och mudéjararkitektur med den judiska kulturens blomstringstid i det medeltida muslimska Spanien. Denna tidsperiod sammanföll med att judarna i många länder i Europa fick mer rörelsefrihet och att det därmed blev möjligt att bygga framträdande synagogor för första gången. Detta ledde till ett sökande efter en distinkt arkitektonisk stil. Resultat blev att nymorisk stil spreds till olika länder och blev den dominerande stilen för synagogsarkitektur under en lång period, ända till 1900-talets början.
Neomudéjar var en typ av förnyad morisk arkitektur, som växte fram i Spanien som ett återupplivande av mudéjarstilen. Den dök upp under senare delen av 1800-talet i Madrid. Denna stil uppfattades av spanska arkitekter som Emilio Rodríguez Ayuso (1845–1891) som en karaktäristisk spansk stil.

## Sverige
Många kända arkitekter från denna period ritade enstaka byggnader och/eller inredningar i nymorisk stil, till exempel brunnshotell och societetshus i Ramlösa hälsobrunn respektive Warbergs hafsbad av Johan Erik Stenberg respektive Adrian C. Peterson, danssalong av Ludwig Peterson, och badinrättning av Axel Kumlien.
Det mosaiska kapellet på Judiska begravningsplatsen vid Svingeln i Göteborg ett tidigt exempel i Sverige på nymorisk arkitektur. Det ritades av Philip Jacob Rapp (1820–1917) och uppfördes 1864.
Den kanske mest kända byggnaden i Sverige i denna stil är Moriska paviljongen i Malmö Folkets Park. Den ritades 1901 på uppdrag av arbetarrörelsen av Aron Krenzisky (1870–1969). Byggnaden invigdes i augusti 1902.

### Bilder

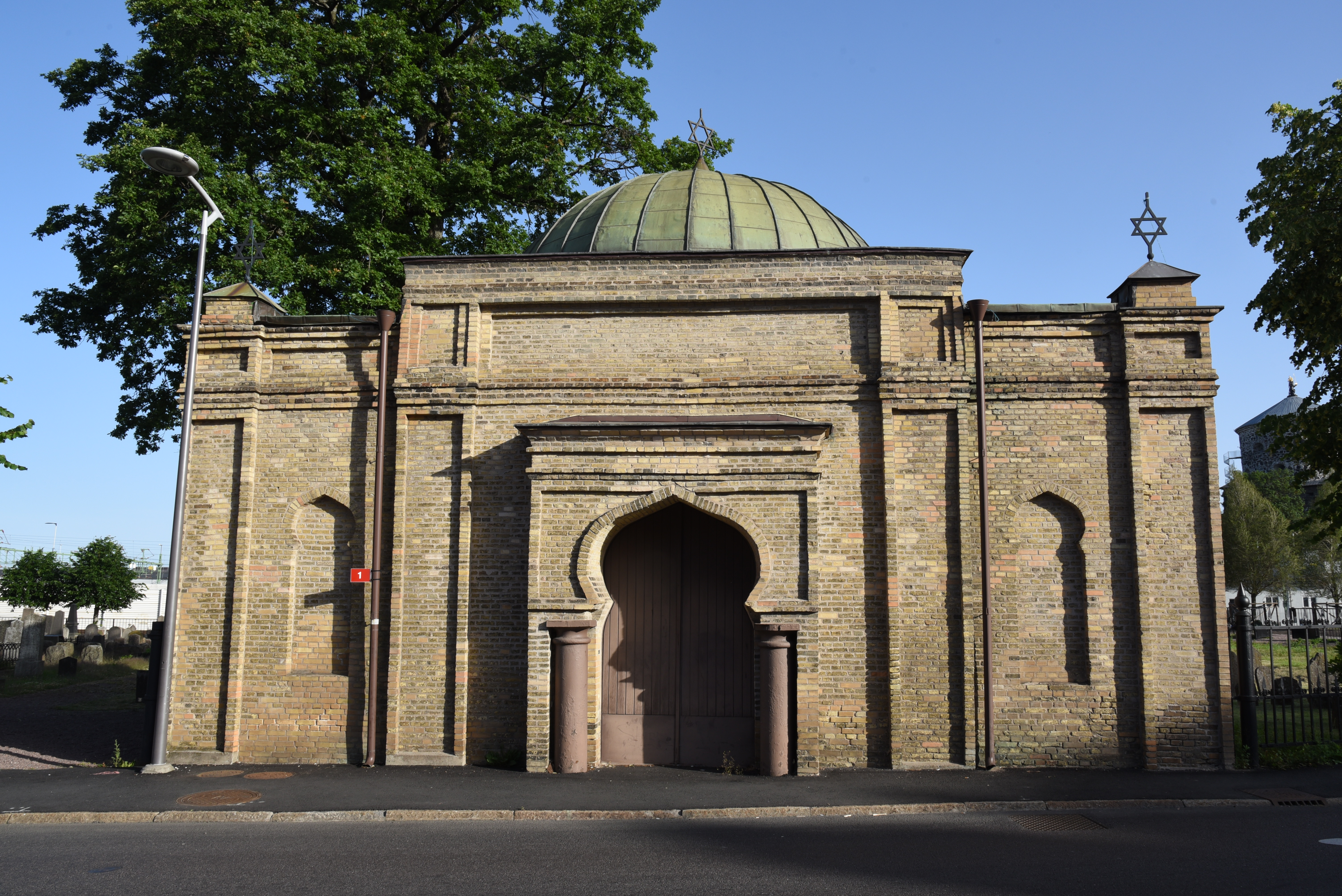
Det mosaiska kapellet på Judiska begravningsplatsen vid Svingeln i Göteborg, ritat av Philip Jacob Rapp (1820–1917), från 1864
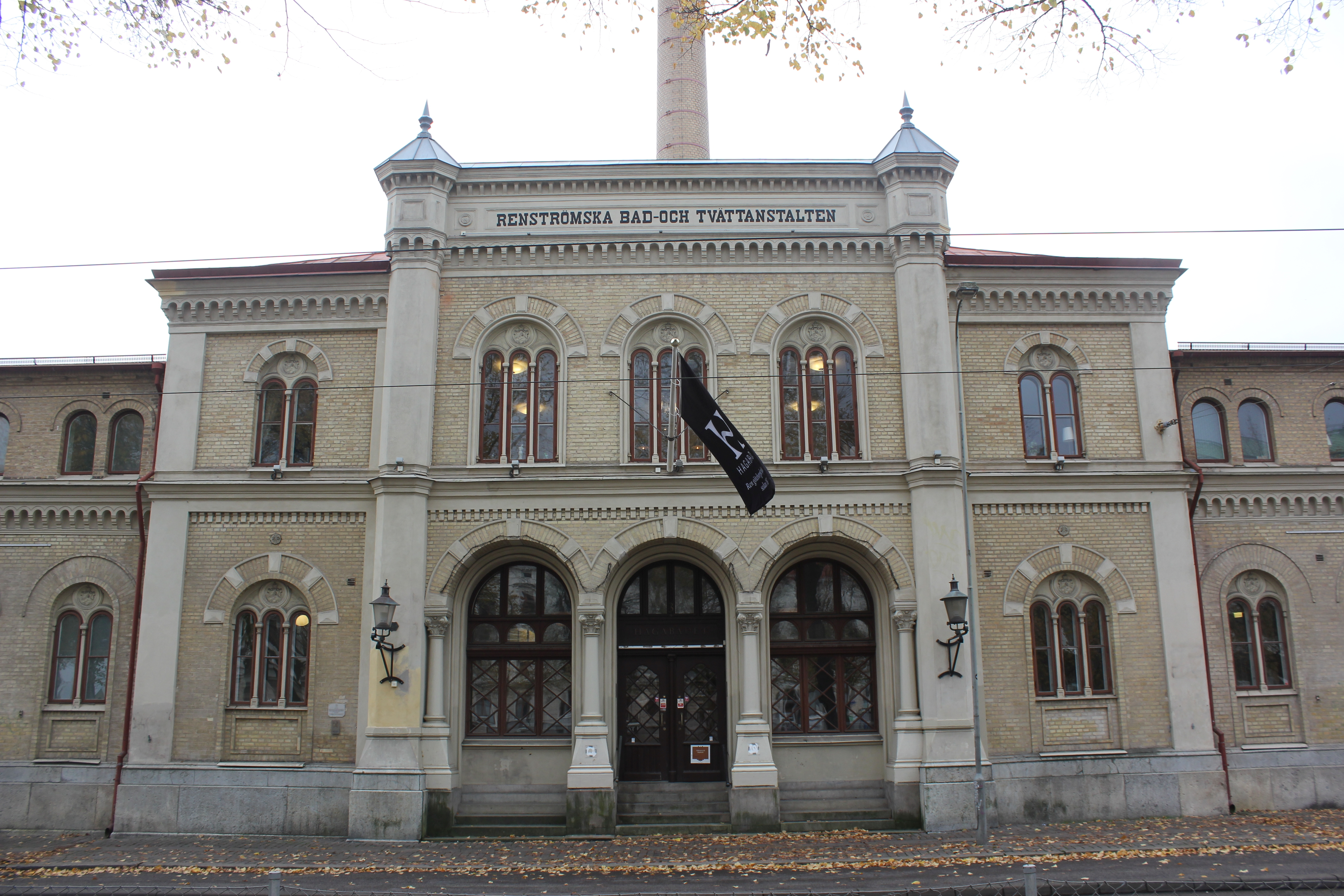
Renströmska Bad- och tvättanstalten i Göteborg, ritat av Axel Kumlien och Victor von Gegerfelt, från 1876
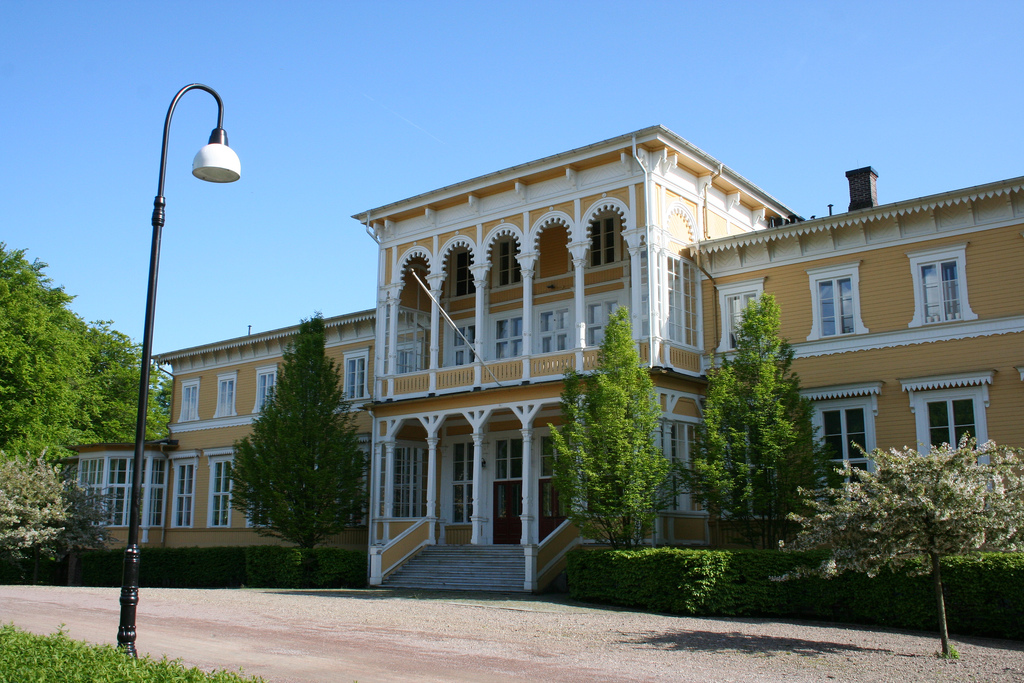
Ramlösa brunnshotell, ritat av Johan Erik Stenberg, från 1880
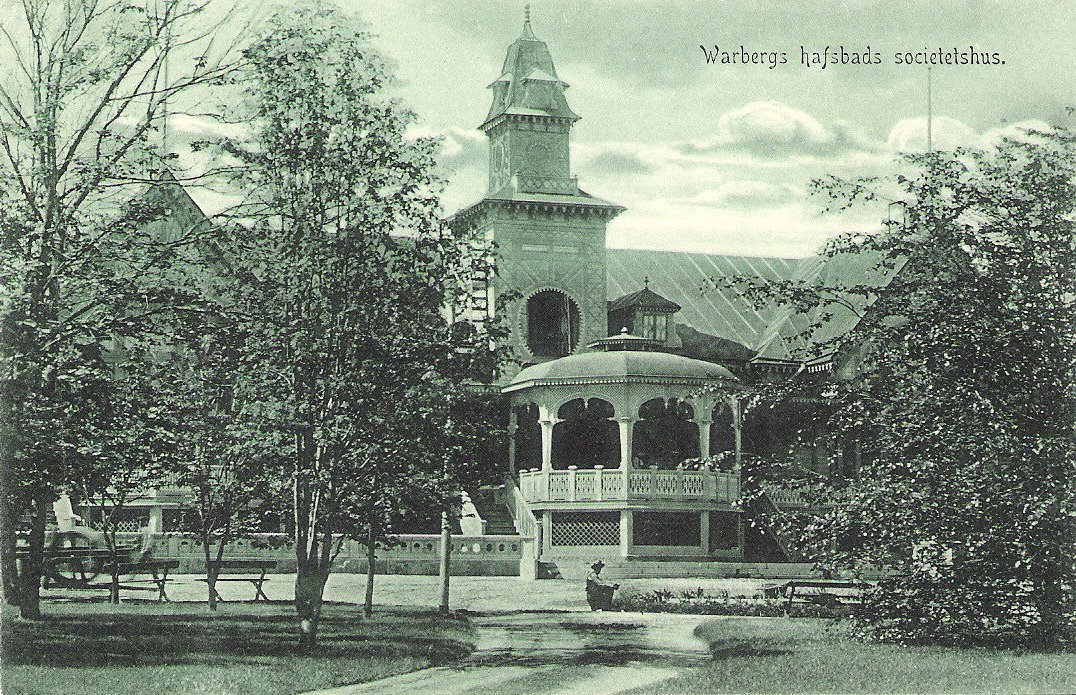
Warbergs hafsbads societetshus, ritat av Adrian C. Peterson, från 1883
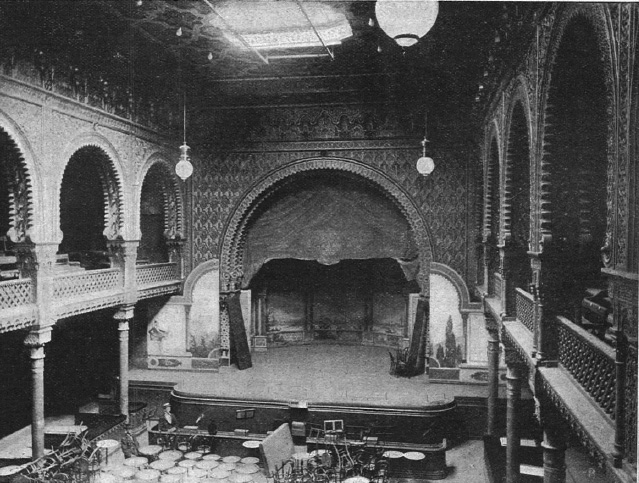
Danssalongen Sveasalen i Stockholm, ritad av Ludwig Peterson, från 1888
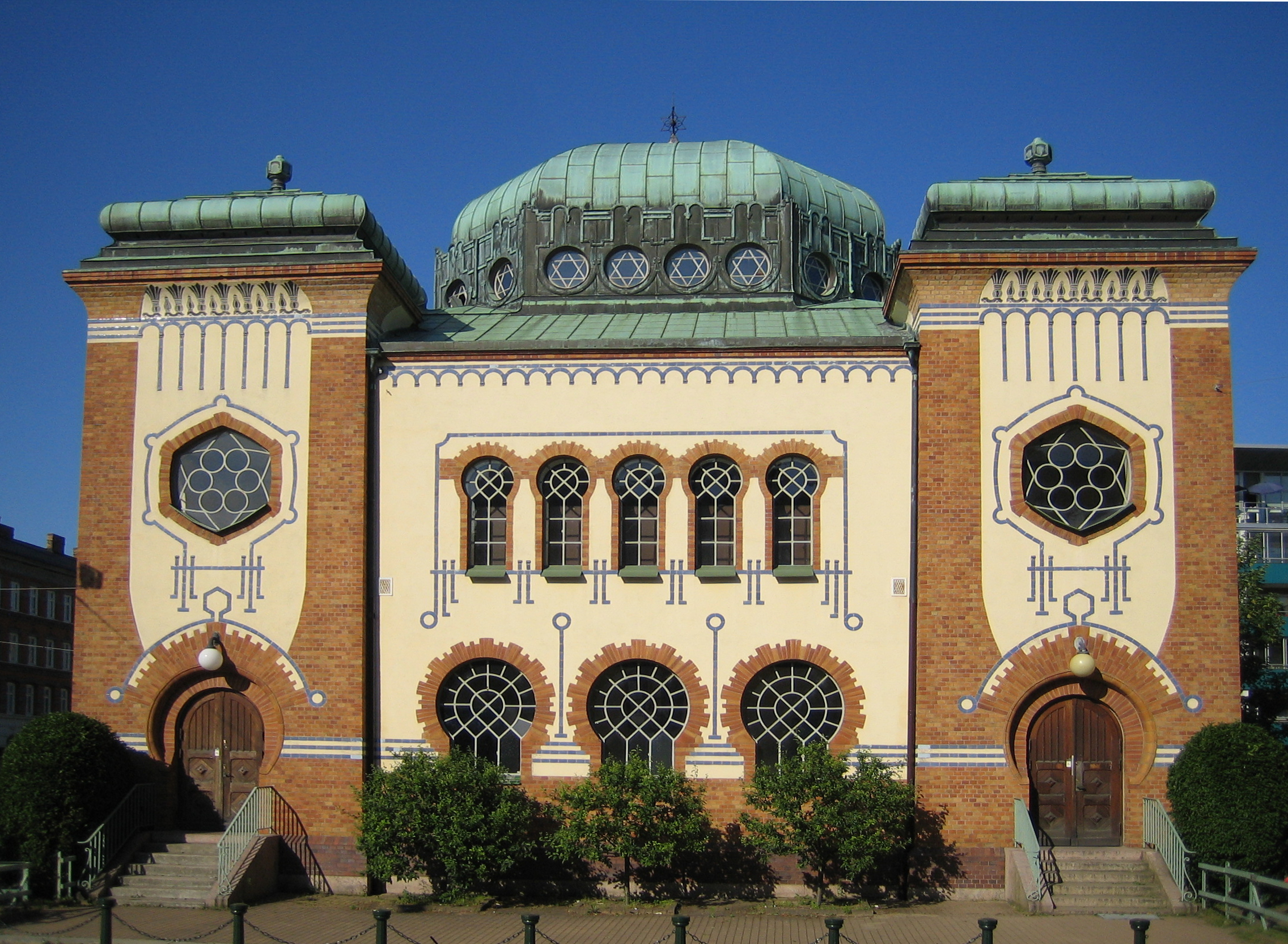
Malmö synagoga, ritad av John Smedberg, från 1903